# Pierre Moutou
Pierre Moutou est un homme politique français né le 5 octobre 1799 à Massuguiès (Tarn) et décédé le 3 février 1876 à Albi (Tarn).
Chanoine à Albi, supérieur du petit séminaire de Castres, il est député du Tarn de 1848 à 1849, siégeant avec les républicains.

## Sources
- « Pierre Moutou », dans Adolphe Robert et Gaston Cougny, Dictionnaire des parlementaires français, Edgar Bourloton, 1889-1891 [détail de l’édition]